# Shalako
Shalako är en brittisk långfilm från 1968 i regi av Edward Dmytryk, med Sean Connery, Brigitte Bardot, Stephen Boyd och Jack Hawkins i rollerna. Filmen är baserad på en bok av Louis L'Amour.

## Handling
En grupp adliga européer är på en jaktresa i USA:s vildmarker. De leds in på Apachernas territorium av sin guide Bosky Fylton (Stephen Boyd). När den franska hertiginnan Irina Lazaar (Brigitte Bardot) vandrar iväg från gruppen blir hon attackerad av indianer. Den hårda Shalako (Sean Connery) kommer till hennes räddning. Snart anfalls hela gruppen av indianer.

## Rollista
| Sean Connery    | – Shalako                 |
| Brigitte Bardot | – Irina Lazaar            |
| Stephen Boyd    | – Bosky Fulton            |
| Jack Hawkins    | – Sir Charles Daggett     |
| Peter van Eyck  | – Frederick Von Hallstatt |
| Honor Blackman  | – Lady Daggett            |
| Woody Strode    | – Chato                   |
| Eric Sykes      | – Mako                    |
| Alexander Knox  | – Henry Clarke            |
| Valerie French  | – Elena Clarke            |
| Julián Mateos   | – Rojas                   |
| Don 'Red' Barry | – Buffalo                 |
| Rodd Redwing    | – Chato's Father          |
| Chief Tug Smith | – Loco                    |
| Hans De Vries   | – Hans                    |

## Produktion
Det tog nästan 5 år att få ihop filmens budget på $5 miljoner dollar. Men varken den höga budgeten eller stjärnor som Sean Connery gjorde filmen till en succé. Filmen spelades in i Spanien.
Skådespelaren Jack Hawkins hade innan inspelning genomfört en halsoperation och han bar en medalj som dolde hålet som hade skapats. Hans röst överdubbades i studion.